# Lehnsrevers
Ein Lehnsrevers (auch Lehnrevers oder Lehenrevers) ist ein Begriff aus dem mittelalterlichen Lehnsrecht.
Es handelt sich dabei um „eine schriftliche Bestätigung des Lehnsempfangs durch den Lehnsmann (Lehnsempfänger) für den Lehnsherrn (Lehnsgeber)“.
Der Begriff wurde schon 1508 verwendet und in Niederösterreich im Jahr 1582 so beschrieben: „wo es herkommlich ist, hat auch der lehenmann einen lehen-revers oder gegenbrief auszustellen, in welchem er bekennet, daß er die sache oder das recht als lehen besitze, und der uͤbernommenen lehenpflicht nachkommen wolle“.